# Cristian Zaccardo
Cristian Zaccardo (Formigine, 21 de diciembre de 1981) es un exfutbolista italiano que jugaba de lateral derecho.

## Selección nacional
Zaccardo fue convocado para la Copa Mundial de Fútbol de 2006. Fue titular en la fase de grupos, hasta que el entrenador Marcello Lippi lo sustituyó contra la República Checa, ya que en el partido anterior contra el seleccionado de Estados Unidos, anotó un gol en propia puerta. También jugó algunos partidos pero como suplente en los siguientes partidos. 

### Participaciones en Copas del Mundo
| Copa              | Sede     | Resultado | Partidos | Goles |
| ----------------- | -------- | --------- | -------- | ----- |
| Copa Mundial 2006 | Alemania | Campeón   | 3        | 0     |

## Estadísticas

### Clubes
| Club | Div.          | Temporada     | Liga  | Liga  | Copas nacionales(1) | Copas nacionales(1) | Torneos internacionales(2) | Torneos internacionales(2) | Total | Total |
| Club | Div.          | Temporada     | Part. | Goles | Part.               | Goles               | Part.                      | Goles                      | Part. | Goles |
| --- | ------------- | ------------- | ----- | ----- | ------------------- | ------------------- | -------------------------- | -------------------------- | ----- | ----- |
| Spezia Calcio · Italia | 3.ª           | 2000-01       | 28    | 0     | 2                   | 0                   | 0                          | 0                          | 30    | 0     |
| Bologna F. C. · Italia | 1.ª           | 2001-02       | 19    | 1     | 2                   | 0                   | 0                          | 0                          | 21    | 1     |
| Bologna F. C. · Italia | 1.ª           | 2002-03       | 32    | 1     | 2                   | 0                   | 6                          | 1                          | 40    | 2     |
| Bologna F. C. · Italia | 1.ª           | 2003-04       | 28    | 0     | 2                   | 0                   | 0                          | 0                          | 30    | 0     |
| Bologna F. C. · Italia | Total club    | Total club    | 79    | 2     | 6                   | 0                   | 6                          | 1                          | 91    | 3     |
| U. S. C. Palermo · Italia | 1.ª           | 2004-05       | 35    | 2     | 2                   | 0                   | 0                          | 0                          | 37    | 2     |
| U. S. C. Palermo · Italia | 1.ª           | 2005-06       | 36    | 0     | 4                   | 0                   | 4                          | 0                          | 44    | 0     |
| U. S. C. Palermo · Italia | 1.ª           | 2006-07       | 36    | 5     | 1                   | 0                   | 5                          | 1                          | 42    | 6     |
| U. S. C. Palermo · Italia | 1.ª           | 2007-08       | 35    | 1     | 2                   | 0                   | 1                          | 0                          | 38    | 1     |
| U. S. C. Palermo · Italia | Total club    | Total club    | 142   | 8     | 9                   | 0                   | 10                         | 1                          | 161   | 9     |
| VfL Wolfsburgo · Alemania | 1.ª           | 2008-09       | 14    | 1     | 3                   | 0                   | 5                          | 1                          | 22    | 2     |
| VfL Wolfsburgo · Alemania | 1.ª           | 2009-10       | 1     | 0     | 0                   | 0                   | 0                          | 0                          | 1     | 0     |
| VfL Wolfsburgo · Alemania | Total club    | Total club    | 15    | 1     | 3                   | 0                   | 5                          | 1                          | 23    | 2     |
| Parma F. C. · Italia | 1.ª           | 2009-10       | 34    | 5     | 0                   | 0                   | 0                          | 0                          | 34    | 5     |
| Parma F. C. · Italia | 1.ª           | 2010-11       | 34    | 3     | 2                   | 0                   | 0                          | 0                          | 36    | 3     |
| Parma F. C. · Italia | 1.ª           | 2011-12       | 35    | 1     | 2                   | 0                   | 0                          | 0                          | 37    | 1     |
| Parma F. C. · Italia | 1.ª           | 2012-13       | 15    | 1     | 1                   | 0                   | 0                          | 0                          | 16    | 1     |
| Parma F. C. · Italia | Total club    | Total club    | 118   | 10    | 5                   | 0                   | 0                          | 0                          | 123   | 10    |
| A. C. Milan · Italia | 1.ª           | 2012-13       | 1     | 0     | 0                   | 0                   | 0                          | 0                          | 1     | 0     |
| A. C. Milan · Italia | 1.ª           | 2013-14       | 11    | 0     | 1                   | 0                   | 1                          | 0                          | 13    | 0     |
| A. C. Milan · Italia | 1.ª           | 2014-15       | 3     | 1     | 0                   | 0                   | 0                          | 0                          | 3     | 1     |
| A. C. Milan · Italia | Total club    | Total club    | 15    | 1     | 1                   | 1                   | 1                          | 0                          | 17    | 1     |
| A. C. Carpi · Italia | 1.ª           | 2015-16       | 27    | 1     | 2                   | 0                   | 0                          | 0                          | 29    | 1     |
| L. R. Vicenza · Italia | 2.ª           | 2016-17       | 24    | 0     | 0                   | 0                   | —                          | —                          | 24    | 0     |
| Ħamrun Spartans F. C. Malta | 1.ª           | 2017-18       | 15    | 3     | 0                   | 0                   | —                          | —                          | 15    | 3     |
| Tre Fiori F. C. San Marino | 1.ª           | 2018-19       | 17    | 1     | 3                   | 1                   | —                          | —                          | 20    | 2     |
| Total carrera | Total carrera | Total carrera | 480   | 27    | 31                  | 1                   | 22                         | 3                          | 533   | 31    |
| (1) Incluye datos de la Copa Italia (2001-16), Copa de Alemania (2008-09), Copa Maltesa (2017-18) y Copa Titano (2018-19). (2) Incluye datos de la Copa Intertoto (2002), Copa de la UEFA (2005-09) y Liga de Campeones (2013-14). |               |               |       |       |                     |                     |                            |                            |       |       |

### Selección nacional
| Selección         | Temporada       | Amistosos | Amistosos | Clasificación | Clasificación | Eurocopa | Eurocopa | Mundial | Mundial | Total | Total |
| Selección         | Temporada       | Part.     | Goles     | Part.         | Goles         | Part.    | Goles    | Part.   | Goles   | Part. | Goles |
| ----------------- | --------------- | --------- | --------- | ------------- | ------------- | -------- | -------- | ------- | ------- | ----- | ----- |
| Sub-21 · Italia   | 2002            | 4         | 0         | 3             | 1             | —        | —        | —       | —       | 7     | 1     |
| Sub-21 · Italia   | 2003            | 3         | 0         | 5             | 1             | —        | —        | —       | —       | 8     | 1     |
| Sub-21 · Italia   | 2004            | 3         | 0         | —             | —             | 3        | 0        | —       | —       | 6     | 0     |
| Sub-21 · Italia   | Total           | 10        | 0         | 8             | 2             | 3        | 0        | —       | —       | 21    | 2     |
| Absoluta · Italia | 2004            | 1         | 0         | —             | —             | —        | —        | —       | —       | 1     | 0     |
| Absoluta · Italia | 2005            | 5         | 0         | 4             | 1             | —        | —        | —       | —       | 9     | 1     |
| Absoluta · Italia | 2006            | 3         | 0         | —             | —             | —        | —        | 3       | 0       | 6     | 0     |
| Absoluta · Italia | 2007            | 1         | 0         | —             | —             | —        | —        | —       | —       | 1     | 0     |
| Absoluta · Italia | Total           | 10        | 0         | 4             | 1             | —        | —        | 3       | 0       | 17    | 1     |
| Total selección   | Total selección | 20        | 0         | 12            | 3             | 3        | 0        | 3       | 0       | 38    | 3     |

#### Goles internacionales
| N.º | Fecha                | Lugar                          | Rival     | Gol | Resultado | Competición                                          |
| --- | -------------------- | ------------------------------ | --------- | --- | --------- | ---------------------------------------------------- |
| 1   | 8 de octubre de 2005 | Estadio Renzo Barbera, Palermo | Eslovenia | 1-0 | 1-0       | Clasificación para la Copa Mundial de Fútbol de 2006 |

## Palmarés

### Campeonatos nacionales
| Título        | Club            | País       | Año  |
| ------------- | --------------- | ---------- | ---- |
| 1. Bundesliga | VfL Wolfsburgo  | Alemania   | 2009 |
| Copa Titano   | Tre Fiori F. C. | San Marino | 2019 |

### Campeonatos internacionales
| Título                 | Club                          | Sede     | Año  |
| ---------------------- | ----------------------------- | -------- | ---- |
| Eurocopa Sub-21        | Selección de sub-21 de Italia | Alemania | 2004 |
| Copa Mundial de Fútbol | Selección de Italia           | Alemania | 2006 |

### Condecoraciones
| Condecoración                                          | Año  |
| ------------------------------------------------------ | ---- |
| Collar de oro al Mérito Deportivo                      | 2006 |
| Oficial de la Orden al Mérito de la República Italiana | 2006 |